# Frédérique Barkoff
Frédérique Barkoff, née le 5 juillet 1968, est une chanteuse et directrice de casting française.

## Biographie

### Enfance et formation
Née en 1968, Frédérique Barkoff est la fille de Jean-Paul Barkoff, agent artistique de Claude François et de Nicole Gruyer, comptable de l'artiste,,.

### Carrière
À l'issue d'un casting infructueux qui a vu passer des dizaines d'enfants, Claude François décide de miser sur la petite Frédérique, alors âgée de cinq ans, qu'il connaissait en raison de la proximité de ses parents avec l'artiste,,,. Elle chante en duo avec lui sur le morceau Le téléphone pleure.
Depuis les années 2000, Frédérique Barkoff est directrice de la distribution anglophone dans le domaine du jeu vidéo.

### Vie de famille
Elle habite à Saint-Mandé.
Elle a une fille, la jeune comédienne Chloé Barkoff-Gaillard . Elle est également la demi-sœur du traducteur Julien Bardakoff.

## Filmographie

### Films
- Jack: Park One : directrice de la distribution

### Jeux vidéo
- Detroit: Become Human : directrice de la distribution
- Life Is Strange 2 : directrice de la distribution
- GreedFall : directrice de la distribution
- Twin Mirror : directrice de la distribution
- Humankind : directrice de la distribution
- A Plague Tale: Requiem : directrice de la distribution
- Banishers: Ghosts of New Eden : directrice de la distribution

### Série télévisée
- Léna, rêve d'étoile : directrice de la distribution

Source : IMDb